# Tjockbent stenkrypare
Tjockbent stenkrypare (Lithobius crassipes) är en mångfotingart som beskrevs av Ludwig Carl Christian Koch 1862. Tjockbent stenkrypare ingår i släktet Lithobius och familjen stenkrypare. Arten är reproducerande i Sverige. Inga underarter finns listade i Catalogue of Life.